# 태런 킬럼
태런 킬럼(Taran Killam, 1982년 4월 1일 ~ )은 미국의 배우이자 희극인이다.

## 출연 작품
- 나이트 스쿨 (2018)
- 올 나잇터 (2017)
- 킬링 군터 (2017)
- 브라더 네이처 (2016)
- 장난감이 살아있다 (2016)
- 닌자터틀 (2014)
- 히트 (2013)
- 노예 12년 (2013)
- 앤더슨 크로스 (2010)
- 마이 베프 걸 (2008)
- 캣 윌리엄스: 아메리칸 허슬 (2007)
- 에픽 무비 (2007)
- 내가 그녀를 만났을 때 1 (2005)
- 브리트니의 일상탈출 (2004)
- 우리 방금 결혼했어요 (2003)
- 빅 팻 라이어 (2002)
- 올 댓 (1994)
- 총알 탄 사나이 3 (1994)